# Hirvonsaari
Hirvonsaari är en ö i Finland. Den ligger i sjön Hirvonjärvi och i kommunen Kuopio i den ekonomiska regionen  Kuopio ekonomiska region  och landskapet Norra Savolax, i den centrala delen av landet, 300 km norr om huvudstaden Helsingfors. Öns area är 1,6 hektar och dess största längd är 220 meter i sydöst-nordvästlig riktning.